# Nicolas Flamel
Nicolas Flamel (Pontoise?, ca. 1340 – Parijs, 22 maart 1418) was een Parijse vermeende alchemist, publieke schrijver, kopiist, kalligraaf en beëdigd boekhandelaar. Dankzij een succesvolle carrière, zijn huwelijk met een rijke weduwe en vastgoedspeculaties verzamelde hij een aanzienlijk fortuin. Een groot deel van dat geld besteedde hij aan vrome doelen en goede werken. Dit vermogen, waarschijnlijk door de geruchtenmolen nog aangedikt, is de oorsprong van de mythe dat hij een succesvol alchemist zou zijn geweest die erin was geslaagd de steen der wijzen te maken om onedele metalen om te zetten in goud. Vanwege deze reputatie zijn talrijke alchemistische traktaten aan Flamel toegeschreven, waarvan het in 1612 verschenen Le Livre des figures hiéroglyphiques ("het boek van de hiërogliefen") het bekendste is.

## Levensbeschrijving

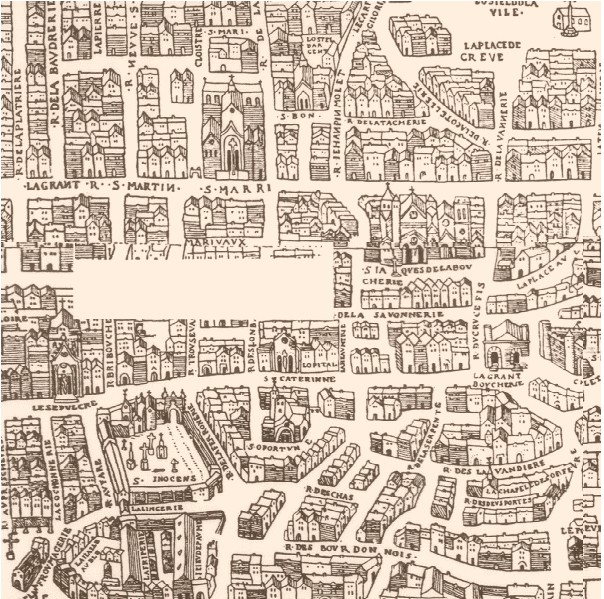
Het Parijs van Nicolas Flamel: zijn huis bevindt zich op de hoek van rue de Marivaux en rue des Écrivains (in de rechterbovenhoek van de witte rechthoek). Vlakbij is de kerk van Saint-Jacques-de-la-Boucherie. Ook het Cimetière des Innocents staat erop. Net als alle andere 16e-eeuwse kaarten van Parijs is deze kaart oost-west georiënteerd, met het noorden links. (Uitsnede uit Plan de Bâle door Olivier Truschet en Germain Hoyau, ca. 1550.)

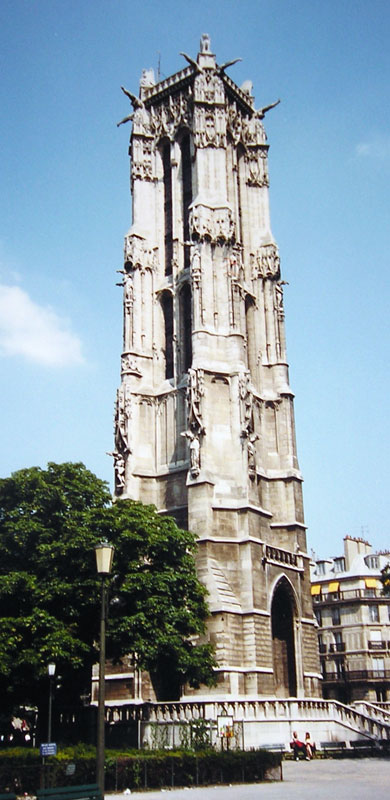
De toren van de Saint-Jacques te Parijs is het enige dat nog rest van de in 1797 verwoeste kerk.

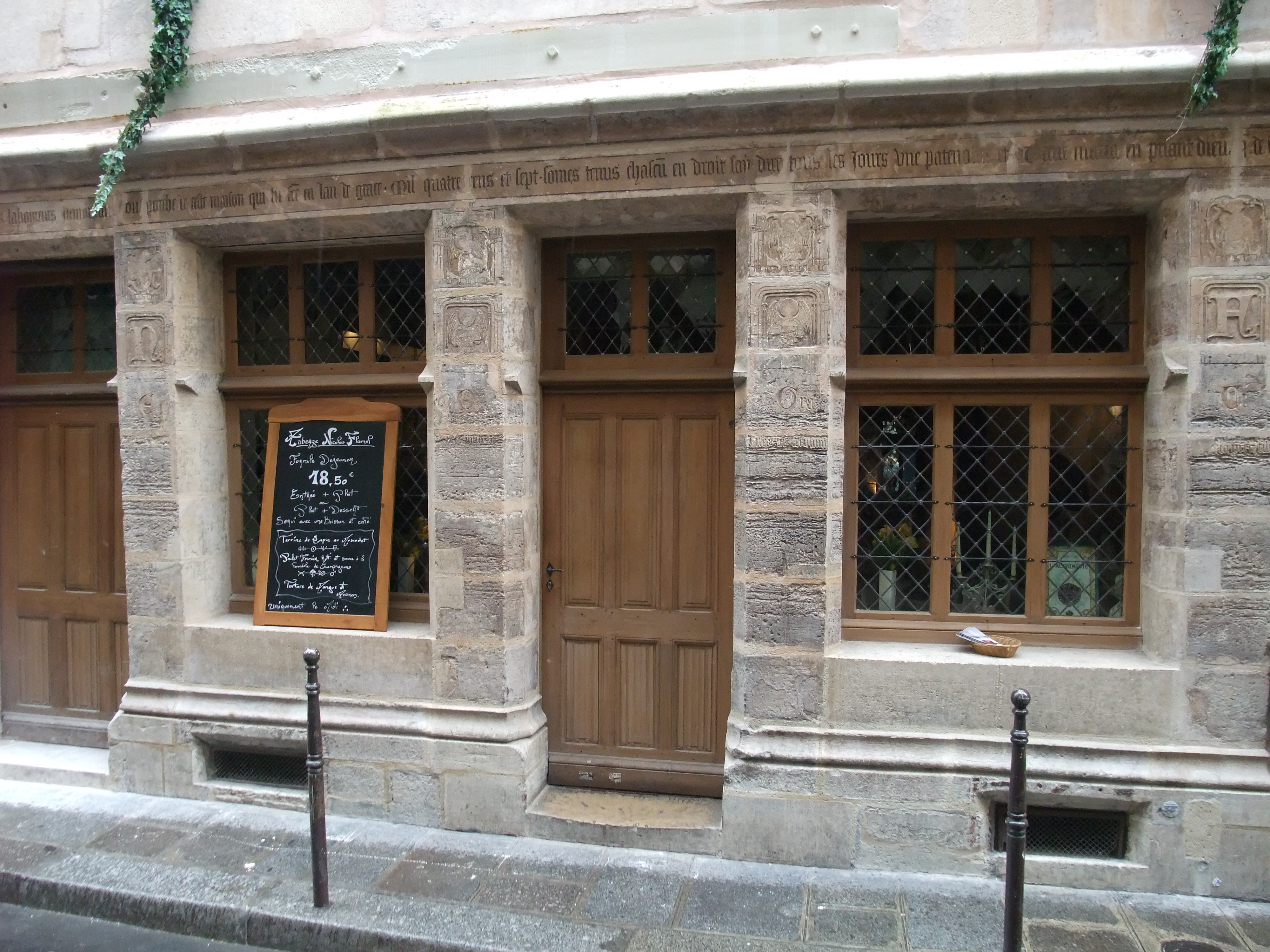
Het huis in de rue de Montmorency, een van de oudste huizen in Parijs. Het behoorde toe aan Nicolas Flamel, maar zelf woonde hij er niet. Het was bedoeld om armen in op te vangen en onderdak te verlenen. Nu is het een restaurant dat bekendstaat als Auberge Nicolas Flamel.

Flamel was niet van adel. Toch zijn historici nu in staat om een vrij goed beeld te krijgen van het leven van deze 'gewone' middeleeuwse burger. Behalve de religieuze gebouwen en monumenten die hij liet oprichten, liet hij ook heel wat documentatie achter: de in de 18e eeuw verzamelde akten van de parochie van Saint-Jacques-de-la-Boucherie, diverse persoonlijke documenten van hem en zijn vrouw waaronder zijn testament, postume beschrijvingen en illustraties.
Nicolas Flamel werd geboren rond 1340, mogelijk te Pontoise "op zeven mijlen van Parijs". Hij overleefde in zijn jeugd de pestepidemie van 1348, waarbij een vijfde tot een derde van de bevolking van Europa stierf. Zijn leven speelde zich af in Parijs tijdens de Honderdjarige Oorlog, vanaf de Slag bij Crécy in 1346 tot die van Azincourt in 1415. In 1389 woonde hij, in het groen en rood gekleed, net als alle andere Parijse burgers de intrede van koningin Isabella van Beieren bij, en net voor zijn dood maakte hij de burgeroorlog tussen de Armagnacs en de Bourguignons en de Opstand van de Cabochiens (1413) mee. Het kopiëren van manuscripten en de illustratie ervan was voordien voorbehouden aan de kloosters. De stichting van de universiteiten, evenals de ontwikkeling van de seculiere literatuur bij adel en hoge burgerij leidde tot de oprichting van ateliers met seculiere kopiisten en illuminators. Ze vormden zich vooral in de grote steden, met name in Parijs.
Flamel begon zijn carrière als kopiist en schrijver in een kleine, in de rue des Écrivains gelegen Parijse winkel die aanleunde tegen de Kerk van Saint-Jacques-de-la-Boucherie. Mogelijk was hij wel de oudste broer of een familielid van Jean Flamel, secretaris en bibliothecaris van de grote bibliofiel Jean de Berry (die van de Très Riches Heures du duc de Berry). Later kocht Nicolas Flamel een huis tegenover deze winkel op de hoek van de rue des Écrivains en de rue de Marivaux (die in 1851 omgedoopt werd tot rue Nicolas Flamel). Daar installeerde hij zijn atelier met een uithangbord waarop het teken van de fleur-de-lys stond. Dit huis werd versierd met houtsnijwerk en religieuze inscripties, en het volgende adagium:

Chacun soit content de ses biens, Qui n'a souffisance il n'a riens
(Iedereen moet tevreden zijn met wat hij bezit. Wie nooit genoeg heeft, heeft niets.)

Nu heeft de brede rue de Rivoli, de rue des Écrivains opgeslorpt, samen met de locatie van Flamels huis. Van de kerk van Saint-Jacques-de-la-Boucherie blijft alleen de in de 16e eeuw gebouwde tour Saint-Jacques nog over.
Waarschijnlijk na 1368 werd hij beëdigd boekhandelaar ('beëdigd' omdat hij trouw had moeten zweren aan de Universiteit van Parijs), en lid van de bevoorrechte categorie "boekhandelaars, perkamentmakers, illuminators, schrijvers en boekbinders", allemaal ambachtslui die in de middeleeuwen als klerken werden aangeduid. Ze stonden onder rechtstreeks toezicht van de universiteit en vielen niet, zoals bij andere handelaars het geval was, onder de jurisdictie van de provoost van Parijs. Zo waren ze bijvoorbeeld doorgaans vrijgesteld van directe belastingen. Flamel probeerde trouwens in 1415 van dit privilege gebruik te maken om geen heffingen te moeten betalen.

### Nicolas en Perenelle

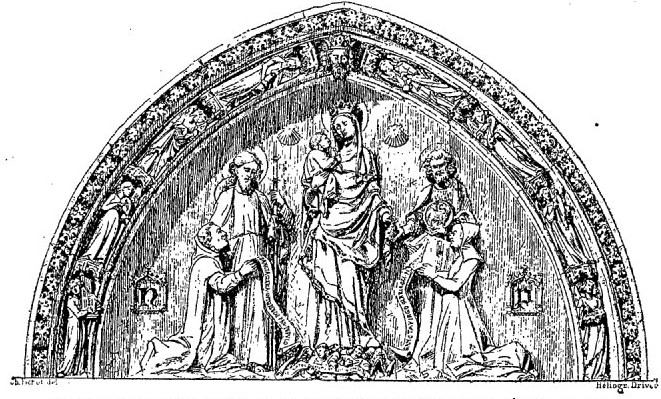
Door Nicolas Flamel in 1389 gefinancierd portaal van de kerk van Saint-Jacques-de-la-Boucherie, waarop hij staat afgebeeld samen met zijn vrouw Perenelle.

Omstreeks 1370 trouwde Nicolas Flamel met Perenelle, een vrouw die al twee keer weduwe was geworden. In 1372 lieten zij door een notaris een legaat opmaken, waarin zij hun goederen voor elkaar beschikbaar stelden. Deze schenking werd een aantal keer vernieuwd, met de bepaling dat de zus van Perenelle en haar kinderen uitgesloten werden van Perenelles nalatenschap. Het echtpaar Flamel bleef zelf kinderloos en begon zich te richten op het financieren van vrome werken.

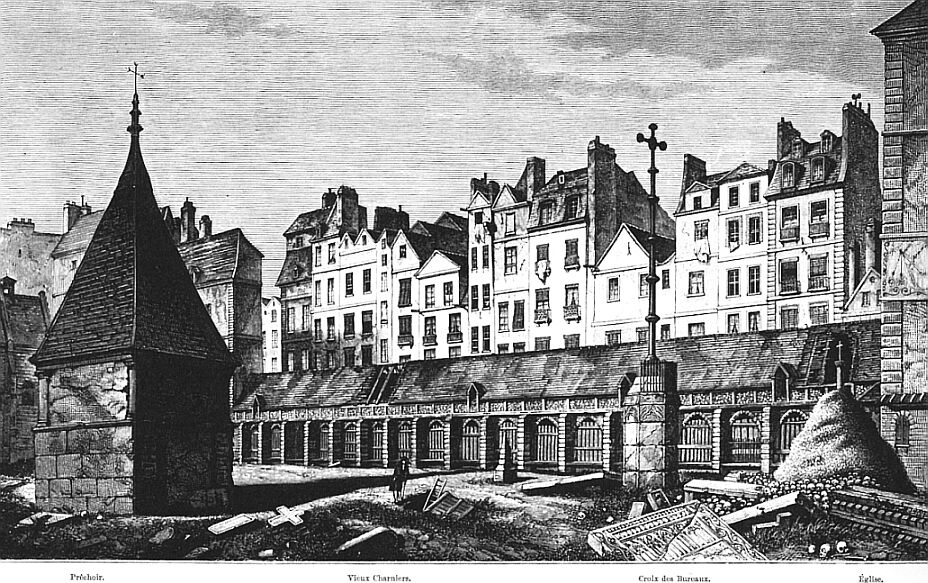
Het Cimetière des Innocents zoals het er bij de afbraak in 1786 uitzag. Achteraan is het knekelhuis te zien met luchtige zolders om de opgegraven lijken te drogen. De huizen bevinden zich in de rue aux Fers. De tekening is van architect Bernier, voordat de kerk en het grootste deel van het kerkhof werden afgebroken.

Voor het opruimen van de graven in het Cimetière des Innocents (Begraafplaats van de Onschuldige Kinderen) werden in de 14e en 15e eeuw rondom het kerkhof knekelhuizen gebouwd. De opgegraven botten en resten werden eerst opgestapeld en gedroogd op hoge arcades. Flamel liet in 1389 een van die arcades, aan de rue de la Lingerie, bouwen en decoreren. In die buurt bevonden zich ook de winkeltjes en kraampjes van de publieke schrijvers. Op die arcade waren rond de figuur van een donkere man die de dood voorstelde gravures aangebracht met de gotische initialen van Nicolas Flamel, een gedicht en een aantal religieuze inscripties, aldus Guillebert de Mets in zijn Description de Paris (1434):

Escriptures pour esmouvoir les gens à dévotion
(Teksten om mensen via emotie tot meer devotie te brengen.)

In hetzelfde jaar financierde Flamel de herbouw van het portaal van Saint-Jacques-de-la-Boucherie, met een afbeelding van hem en zijn vrouw biddend aan de voet van de Maagd Maria, de heilige Jacobus en Sint Johannes.
Perenelle stierf in 1397. Vlak voor haar dood probeerde haar familie de onderlinge legaten tussen de echtgenoten te laten annuleren. Een proces volgde tussen de erfgenamen van Perenelles zus en Nicolas Flamel, waarbij Flamel uiteindelijk aan het langste eind trok.
Na de dood van zijn vrouw bleef hij devote bouwwerken financieren en zich bezighouden met vastgoedbeleggingen in Parijs en omgeving.
Zo liet hij in 1402 het voorportaal van de Sainte-Geneviève-la-Petite herbouwen, een kerk die was gelegen op het Île de la Cité, langs de rue Neuve Notre-Dame, op het terrein van het huidige Place du Parvis-Notre-Dame. In de 16e eeuw werd de kerk tot Sainte-Geneviève-des-Ardents herdoopt en in 1747 werd zij vernietigd. Flamels standbeeld, met lange mantel en kap en een koffertje met schrijfbenodigdheden als symbool van zijn beroep, werd geplaatst in een nis naast de poort. In 1411 financierde hij een nieuwe kapel van het ziekenhuis van Saint-Gervais (gelegen aan de voorkant van de Saint-Gervais-kerk), en droeg bij aan de renovatie van de Saint-Côme-kerk en de kerk van Saint-Martin-des-Champs. In 1407 liet hij een grafmonument voor Perenelle bouwen op het Cimetière des Innocents met een in verzen opgesteld grafschrift waarvan de eerste regels luiden:

NICOLAS FLAMEL ET PERNELLE SA FEMME

LES POVRES AMES TRESPASSEES

QUI DE LEURS HOIRS SONT OUBLIEES

REQUIERENT DES PASSANS PAR CY

QU'ILS PRIENT A DIEU QUE MERCY

(Nicolas Flamel en zijn vrouw Perenelle, de arme zielen zijn verscheiden, door hun erfgenamen nu vergeten, verzoeken al wie hier voorbijgaat dat zij tot God bidden om genade.)

In datzelfde jaar liet hij een nieuw timpaan met sculpturen bouwen dat voornamelijk de aandacht zou trekken van alchemisten, dit keer aan de kant van het knekelhuis in de rue Saint-Denis. Het toonde hem opnieuw met zijn vrouw in gebed aan de voet van Christus, Sint-Pieter en Sint-Paulus, omringd door engelen, en met zijn initialen "NF" op zijn schrijfbenodigdheden. Onderaan bevindt zich een fries met vijf bas-reliëfs die verschillende religieuze figuren op een conventionele manier uitbeelden: een gevleugelde leeuw, engelen, de heropstanding, twee vechtende draken, enzovoort. Hieronder bevonden zich weer drie panelen die de moord op de onschuldige kinderen uitbeeldden en die ook de begraafplaats zijn naam gaven. De iconografie van deze sculpturen was vergelijkbaar met die van andere grafmonumenten op het Cimetière des Innocents. Constructies en versieringen als deze waren heel gebruikelijk in die tijd. In 1408 liet de hertog van Berry op de deur van de kerk van begraafplaats "de spreuk met de drie doden en de drie levenden" aanbrengen, en in 1423–1424 gaf hij opdracht tot het schilderen van het grote fresco van de Danse Macabre op de arcades van het zuidelijke massagraf (langs de rue de la Ferronnerie). In 1786, tijdens de volledige vernietiging van het Cimetière des Innocents, maakte Charles-Louis Bernier (1755–1830) er verschillende tekeningen van. Een van de tekeningen toonde het timpaan waarvoor Flamel de opdracht had gegeven.
Eveneens in 1407 liet Flamel verschillende huizen bouwen om de armen in onder te brengen, en op die huizen waren een aantal figuren aangebracht met aan weerszijden een N en een F in gotisch lettertype. Het bekendste ervan, en het enige dat nog steeds bestaat, is het "huis van Nicolas Flamel", op het huidige nummer 51 van rue de Montmorency. Behalve de initialen van Flamel en diverse figuren zoals musicerende engelen toont het een inscriptie met het verzoek om te bidden voor de mannen en vrouwen die in dit huis hebben gewerkt:

Nous homes et femes laboureurs demourans ou porche de ceste maison qui fut faite en l'an de grâce mil quatre cens et sept somes tenus chascun en droit soy dire tous les jours une paternostre et un ave maria en priant Dieu que sa grâce face pardon aus povres pescheurs trespasses Amen.

(Wij arbeiders, mannen en vrouwen, die wonen op de veranda van dit huis, dat gebouwd is in het jaar van onze Heer veertienhonderdzeven, zijn gebonden om elke dag een paternoster en een ave maria te zeggen, biddend tot God dat zijn genade vergeven mag worden aan de arme arbeiders die gestorven zijn Amen.)

Tegenwoordig staat het weliswaar bekend als het "huis van Nicolas Flamel", maar in werkelijkheid heeft hij er nooit gewoond. Het is nu een van de oudste huizen van Parijs.
Flamel bezat nog andere huizen in Parijs en de omliggende dorpen. Sommige ervan brachten hem huurgeld op, terwijl andere gebouwen leeg bleven en tot ruïnes vervielen. Flamel vergaarde veel geld doordat hij zo succesrijk was als kopiist en boekverkoper. Daar kwam dan nog eens het vermogen van zijn vrouw Perenelle bovenop die voor dit huwelijk al tweemaal weduwe was geworden. Waarschijnlijk droegen echter vooral zijn investeringen in onroerend goed tijdens de economische depressie in de periode van de Honderdjarige Oorlog veel bij aan zijn rijkdom.

### Grafsteen en testament

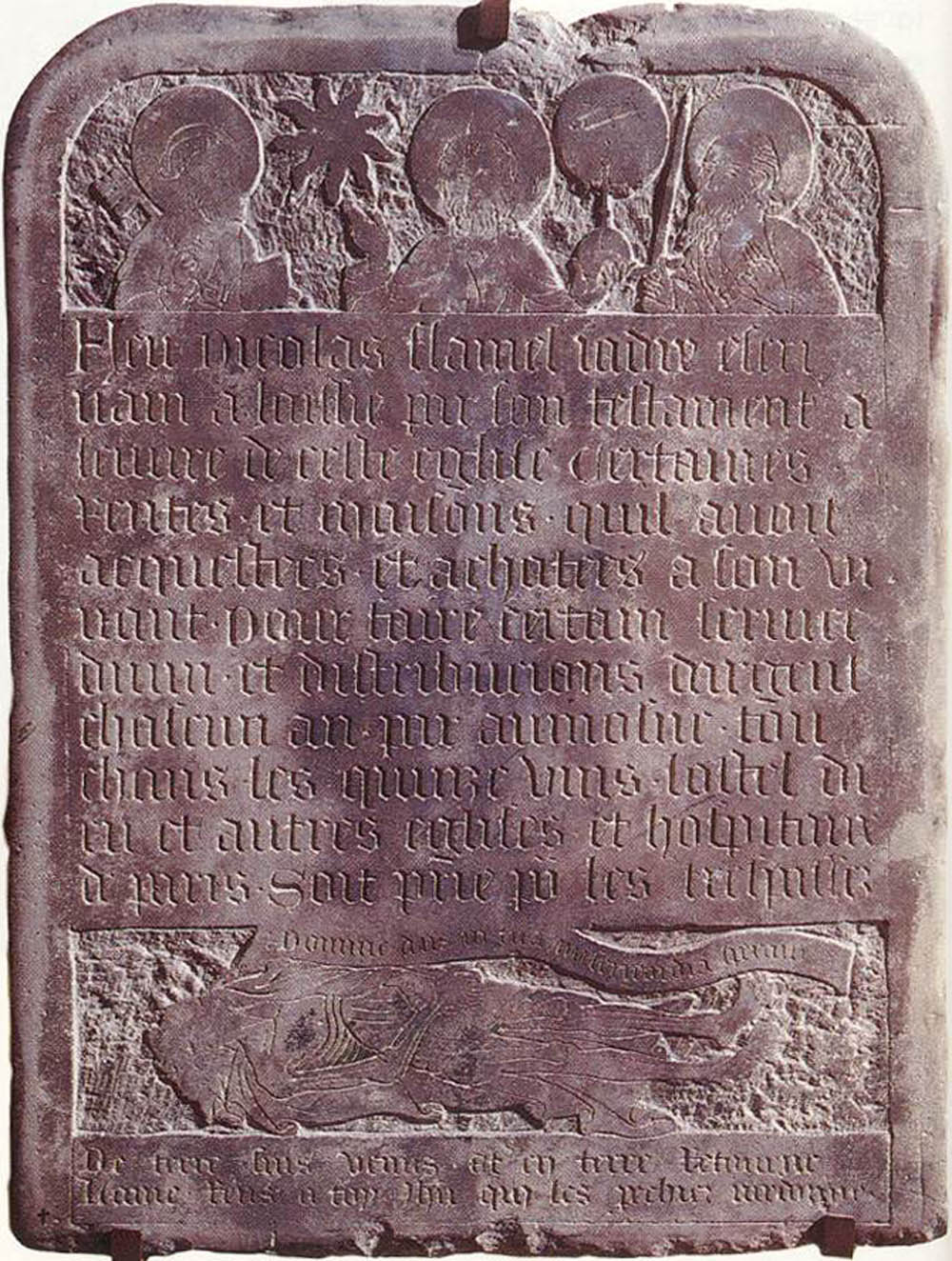
Grafsteen van Nicolas Flamel

Nicolas Flamel overleed op 22 maart 1418 en werd begraven in de kerk van Saint-Jacques-de-la-Boucherie, waar zijn grafsteen werd geplaatst op een zuil onder een afbeelding van de Heilige Maagd. De kerk werd aan het einde van de revolutionaire periode omstreeks 1797 verwoest. De grafsteen bleef echter bewaard en door een antiquair doorverkocht aan een groenten- en fruithandelaar van de rue Saint-Jacques-de-la-Boucherie, die hem gebruikte om zijn spinazie op uit te stallen. Verworven in 1839 door het stadhuis van Parijs, is hij nu in het Musée de Cluny te bezichtigen:

Feu Nicolas Flamel, jadis écrivain, a laissé par son testament à l'œuvre de cette église certaines rentes et maisons, qu'il avait fait acquises et achetées à son vivant, pour faire certain service divin et distributions d'argent chaque an par aumônes touchant les Quinze Vingt, l'Hôtel Dieu et autres églises et hospitaux de Paris. Soit prié ici pour les trépassés.
(De overledene Nicolas Flamel, eertijds schrijver, heeft bij testament aan deze kerk bepaalde renten en huizen geschonken die hij tijdens zijn leven verwierf, om zekere goddelijke diensten te verzekeren en jaarlijkse uitkeringen van geld. Bid hier voor de overledenen.)

Het aantal van zijn religieuze schenkingen, waar hij zich hier zo ostentatief op beroept, was in feite relatief bescheiden. Zijn testament (dat nu wordt bewaard in de Bibliothèque nationale de France) vermeldt een reeks legaten van kleine omvang, die niettemin onder zijn tijdgenoten zijn reputatie vestigde van een gefortuneerd burger. Kort na zijn dood zou Guillebert de Mets in zijn Description de la ville de Paris (1434) spreken over Flamel als "escripvain qui faisoit tant d'aumosnes et d'hospitalitez et fit plusieurs maisons ou gens de mestiers demouroient en bas et du loyer qu'ils paioent, estoient soutenus povres laboureurs en haut" ("de schrijver die zoveel aalmoezen gaf en hospitalen en meerdere huizen liet bouwen waar op de benedenverdieping arbeiders verbleven die met de huur die ze betaalden de arme arbeiders boven onderhielden"). In 1463 zei een getuige tijdens een proces over een erfenis echter: "[Flamel] estoit en renom d'estre plus riche de moitié qu'il n'estoit" ("van Flamel werd gezegd dat hij eens zo rijk was als hij in werkelijkheid was"). Er begonnen allengs geruchten te circuleren dat hij zijn rijkdom te danken had aan de ontdekking van de steen der wijzen van de alchemisten, waarmee hij in staat was geweest gewone metalen om te zetten in goud.
In zijn testament van 22 november 1416 geeft Flamel gedetailleerde instructies voor de regeling van zijn eigen uitvaart en daaruit blijkt dat hij herinnerd wil worden als een belangrijke burger van Parijs. De klok van de Tour Saint-Jacques tegenover zijn huis moest geluid worden, hij beschrijft de plechtige missen die worden gehouden, het aantal toortsen dat wordt ontstoken, de gebeden voor het heil van zijn ziel enzovoort. Op de dag van zijn begrafenis en de dag erna moest aan driehonderd armen quatre deniers (vier zilveren munten) gegeven worden. Honderd arme gezinnen kregen elk du drap brun (bruin laken) om er mantels van te maken. Flamel preciseert dat ze het niet mogen verkopen, op straffe van teruggave van de goederen. Uit alles blijkt dat hier een 'andere' Flamel aan het woord is dan die van de legende: Nicolas Flamel als zakenman, die zelfs tot na zijn dood zijn zaken minutieus wil regelen. In het testament stipuleert Flamel welke schenkingen de kerken ontvangen, en hij draagt er ook zorg voor dat "Margot La Quesnel sa chambrière" (kamermeisje) en haar dochter Colette van een goede toekomst verzekerd zijn. Opvallend is ook de rancune die hij blijkbaar is blijven voelen voor de familie van zijn overleden vrouw die hij feitelijk van zijn nalatenschap en die van Perenelle uitsluit. Nicolas denkt werkelijk aan alles: de sommen die besteed moeten worden aan de missen, de uitgaven voor brood, wijn, kaarsen... Na regeling van al zijn schulden laat Flamel alles na aan de kerk van Saint-Jacques: zijn meubelen, zijn huizen, zijn renten en erfenissen. In ruil voor deze gulle giften verwacht hij dat daar tot zeven jaar na zijn dood dagelijks missen aan hem worden opgedragen, dat zijn graf gewijd wordt en dat men bidt voor zijn zielenheil. Daarenboven dient met dat voorziene fonds elk jaar een speciale mis te worden opgedragen. Ondanks de zakelijke termen waarin het testament duidelijk is opgesteld, dachten sommigen er verborgen alchemistische aanwijzingen in te vinden en zelfs in onze tijd bleef dat het geval. Zo was ook C. Gagnon ervan overtuigd dat het om een alchemistische tekst ging.
Verschillende onderzoekers hebben later opgemerkt dat Flamels preoccupatie met zijn eigen dood moeilijk te rijmen valt met de legende dat hij door de ontdekking van de steen der wijzen onsterfelijk was geworden.

## Het probleem van de twee Flamels
Nicolas Flamel was schrijver, maar niet in de betekenis van auteur. Hij kopieerde en schreef manuscripten voor rijke opdrachtgevers en verdiende daar blijkbaar goed zijn brood mee. Zo kwam hij ook in aanraking met de Duc de Berry, waar volgens ons overgeleverde documenten ook "Jean Flamel" als secretaris werkte. Omdat de naam Flamel niet zoveel voorkwam, lijkt het aannemelijk dat de twee, Nicolas en Jean, familie van elkaar waren. Of het ging om broers of om een vader (Nicolas) met zijn zoon (Jean) valt niet te achterhalen. Op een aantal van die manuscripten staat een ex libris en de handtekening van de kopiist: "Flamel", met daaronder een gekalligrafeerde "N". De meeste historici schrijven die documenten ondanks die 'N' toch toe aan de jongere Jean, die als secretaris bij de hertog in dienst was en daar ongetwijfeld een deel van de administratie voor zijn rekening nam. Dat Nicolas en Jean elkaar gekend moeten hebben ligt voor de hand. Nicolas verkocht als libraire-juré boeken en het is ook bewezen dat hij opdrachten kreeg van de Duc de Berry voor het vervaardigen van manuscripten. Jean zorgde bij de hertog voor de aankoop van boeken, wat aangetoond wordt door de rekeningen uit de administratie waar zijn naam op staat. De gemeenschappelijke familienaam, hun relatie met de hertog en hun bezigheden met manuscripten zijn aanwijzingen dat het goed mogelijk is dat ze elkaar gekend hebben. Dat Nicolas, als betere kalligraaf, met Jean ook meewerkte aan manuscripten voor de hertog zou een verklaring kunnen zijn voor de 'N' bij zijn ondertekening naast het ex libris. Een andere opmerkelijke band tussen de hertog en Nicolas Flamel is dat beiden in dezelfde periode constructies lieten bouwen op het Cimetière des Innocents. In 1407 gaf Flamel opdracht om de later notoire arcade met hiërogliefen te bouwen aan de rue Saint-Denis. Het volgende jaar liet Jean de Berry op enkele passen daarvandaan de Dit des Trois Morts et des Vifs beeldhouwen ter nagedachtenis van zijn vermoorde neef. Daarop volgde het fresco van de Danse Macabre langs de rue de la Ferronnerie.

## De legende van de alchemist

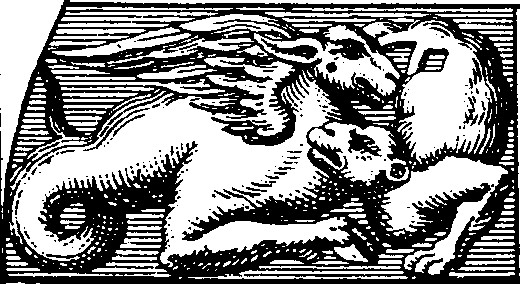
De twee draken van Flamel

### Flamel en het goud
Goud speelde een belangrijke rol in het dagelijkse leven van Nicolas Flamel. Voor de productie van manuscripten had hij, zoals elke veelgevraagde kopiist-kalligraaf, steeds vrij grote hoeveelheden van goud in huis. Het was een onontbeerlijk element voor het maken van initialen en versieringen. Vooral aan het begin van de 15e eeuw, toen Parijs afwisselend onder het bewind viel van de Armagnacs en de Bourgignons, devalueerde het gewone geld snel en boden gouden écu's meer zekerheid. Door de ontwaarding riskeerden grote fortuinen verloren te gaan, zodat iedereen op den duur goud wilde. De Armagnacs buitten dit uit door een monetaire manipulatie: ze introduceerden nieuwe gouden munten zoals de 23 karaat vingt sous en le petit mouton van 11 sous die ze echter tegen een veel te hoge prijs verkochten. Die grote vraag naar goud verklaart ook de interesse in alchemie. Een interessante theorie is voorgesteld door Albert Poisson in zijn boek over Flamel. Hij veronderstelt dat Flamel, dankzij alchemistische experimenten met "les sels d'or et d'argent' (goud-en zilverzouten) in staat was om een legering te maken die in uitzicht, glans en gewicht voor goud of zilver kon doorgaan. In die tijd was een grondige analyse van het metaal immers nog niet mogelijk zodat die legering weleens de bron van Flamels rijkdom kan zijn geweest.

### Ontstaan van de legende

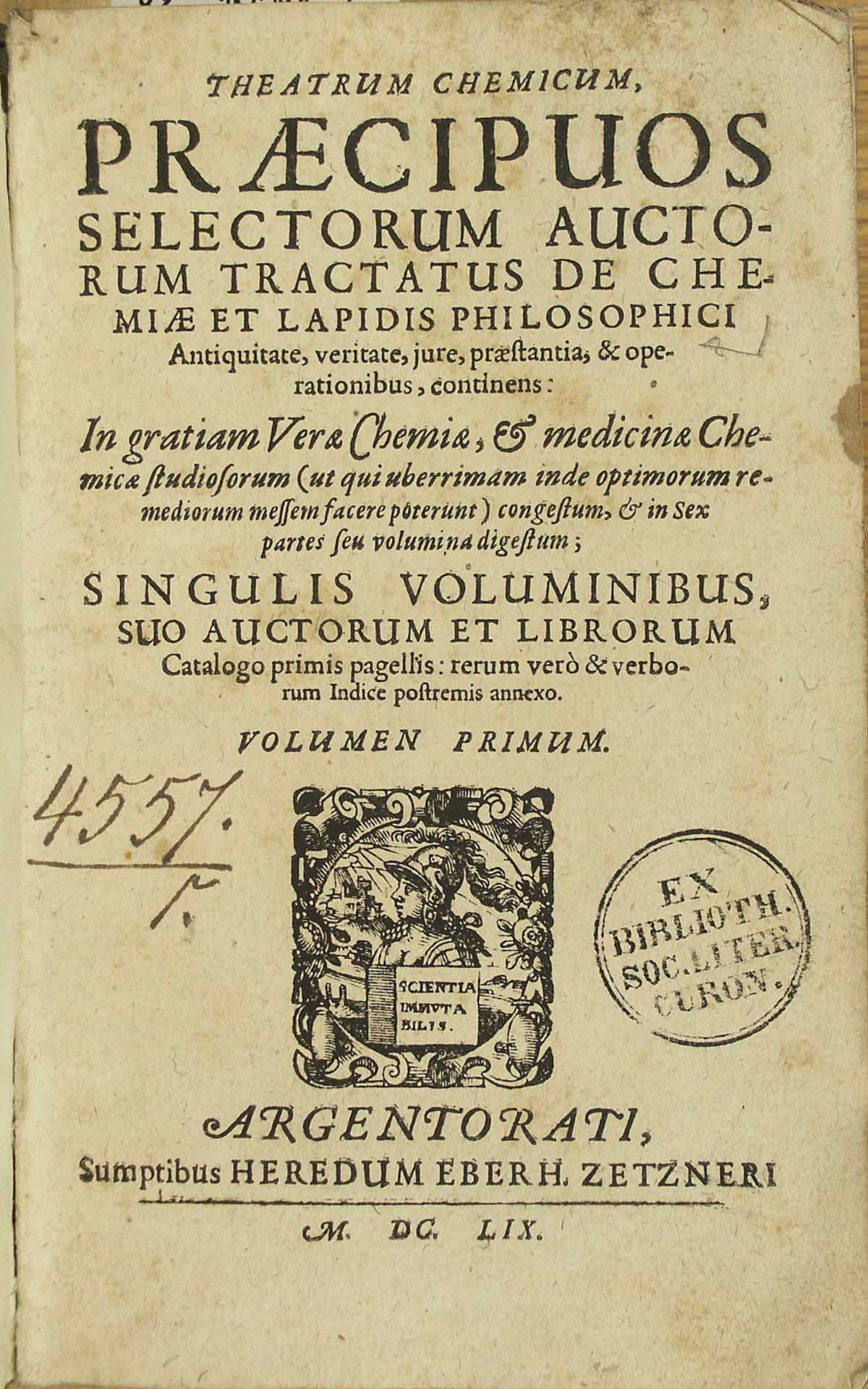
Theatrum Chemicum

Om de verhalen rond Nicolas Flamel en de alchemie beter te begrijpen is het goed enig inzicht te hebben in de alchemistische traditie en de daaraan verbonden verhalen. Vanaf de 15e eeuw doken er meer en meer geruchten op over rijke burgers die hun fortuin te danken zouden hebben aan de alchemie. Flamel werd de bekendste. Andere alchemisten van wie dit gezegd werd, waren de Franse koopman Jacques Cœur (1395–1456), hôtel d'Escoville-oprichter Nicolas Valois (ca. 1495 – ca. 1542), en de Duitse koopman Sigmund Wann (1395–1469). Wat deze reputatie nog meer in de hand werkte waren vervalste alchemistische traktaten, pseudepigrafen die door middel van mystificatie toegeschreven werden aan autoriteiten uit de Oudheid zoals Aristoteles en Hermes Trismegistus, of aan middeleeuwers zoals Albertus de Grote, Thomas van Aquino, Ramon Llull en Arnaud de Villeneuve. Het toont ook aan hoezeer de auteurs van deze teksten probeerden om hun discipline, die nooit echt werd opgenomen in het universitaire curriculum, meer prestige te verlenen. In de renaissance werd allengs meer nadruk gelegd op het spirituele in de alchemie. Deze kunst werd nu vooral gezien als een allegorische taal met een eigen symboliek. Dit had vanaf de 16e eeuw een hele literatuur van alchemistische "exegese" tot gevolg. Auteurs gingen nu op zoek naar 'verborgen betekenissen' en trachtten de alchemistische symbolen te 'decoderen', niet alleen in geschriften over alchemie maar ook in Bijbelse teksten en in Grieks-Romeinse mythologie. De legende van het Gulden Vlies sprak zeer tot de verbeelding. Ook van de symbolische decoraties van de middeleeuwse architectuur werd vermoed dat zij verborgen boodschappen bevatte.
De vroegste vermelding van de legende over Flamel is de 15e-eeuwse tekst Le Livre Flamel, die in feite een Franse vertaling is van een 14e-eeuwse Latijnse verhandeling met de titel Flos florum ("de bloem der bloemen"), destijds toegeschreven aan Arnaud de Villeneuve. Deze tekst werd in bescheiden mate verspreid en een korte versie werd in het midden van de 16e eeuw vertaald in het Engels. Andere verhandelingen werden eveneens toegeschreven aan Flamel in de loop van de 16e eeuw. Dit geldt in het bijzonder voor Livre des laveures, een Franse vertaling van het 14e-eeuwse Latijnse traktaat Rosarius van de Engelse alchemist John Dastin. Op een manuscript uit de 15e eeuw is de naam van de eigenaar weggekrast en vervangen door die van Flamel.
In die periode werd het idee populair dat er alchemistische betekenissen verborgen zaten in de religieuze allegorische figuren die de arcades op het Cimetière des Innocents sierden. Een ander spoor naar Flamel is te vinden in het boek De antiquitate et veritate artis chemicæ ("over de oude en ware kunst van de chemie") uit 1561 van de alchemist Robert Duval, een verhandeling die als eerste tekst werd opgenomen in Theatrum Chemicum uit 1602. Hierin wordt verteld over Flamels enigmatische beschrijvingen van "twee draken of slangen, de ene gevleugeld, de andere niet, en ook een gevleugelde leeuw". Dit idee van in allegorieën verborgen alchemistische kennis vindt men ook terug in commentaren op het gedicht Le Grand Olympe uit de tweede helft van de 16e eeuw dat een alchemistische interpretatie geeft van de Metamorfosen van Ovidius.
De naam Flamel duikt ook op in Robert Duvals verzameling van alchemistische gedichten uit 1561, getiteld De la Transformation métallique: Trois anciens tractés en rithme françois, waarin hij het gedicht Sommaire philosophique toeschrijft aan Nicolas Flamel. Waarschijnlijk deed hij dit omdat ook in het gedicht het motief van de twee draken opduikt (de draak is een van de belangrijkste alchemistische symbolen). Het gedicht, dat zich richt tot "wie kennis wil hebben/van de metalen en ware wetenschap/Hoe deze te transmuteren/En de een in de andere te veranderen", geeft de klassieke alchemistische theorie weer dat alle metalen zijn samengesteld uit twee "sperma's": zwavel, het vaste mannelijke, en kwik, het vluchtige en vrouwelijke.
De mythe van het boek dat alle geheimen van Flamel bevat
De legende werd tussen 1567 tot 1575 verschillende keren aangehaald door de invloedrijke arts Jacques Gohory, een volgeling van Paracelsus. Omstreeks 1578 werd daar nog een element aan toegevoegd dat al snel werd opgenomen in de mythevorming rond Nicolas Flamel: de ontdekking van een antiek boek dat het geheim van de steen der wijzen zou bevatten. Die eerste die dit element in de legende introduceerde was Noël du Fail. Ter ondersteuning van de wonderbaarlijke genezingen van Paracelsus somde hij een aantal invloedrijke alchemisten op, onder wie "Nicolas Flamel te Parijs, de arme schrijver die in een oud boek een recept voor metalen vond en een van de rijkste mensen van zijn tijd werd, getuige daarvan de bouwwerken die hij oprichtte aan het Cimetière des Innocents, de Sainte-Geneviève des Ardens en Saint-Jacques-de-la-Boucherie."
Het idee sloeg aan, want men treft het aan in een uit 1592 daterende nota aan het einde van een manuscript van een alchemistische tekst met de titel La Lettre d'Almasatus.
Merkwaardig genoeg zou diezelfde Noël du Fail in zijn Contes et Discours d’Eutrapel (1585) de spot beginnen te drijven met de populaire legende die hij mee had helpen opbouwen. Blijkbaar was hij ineens van positie veranderd. Nochtans werd Flamel als alchemist en auteur van Sommaire Philosophique genoemd in de bibliografische overzichten van de Bibliotheques françoises van La Croix du Maine (1584) en van d'Antoine du Verdier (1585). La Croix du Maine maakte overigens ook melding van geruchten uit die tijd als zou Flamels rijkdom niet te danken zijn aan zijn talent als alchemist maar dat hij beslag wist te leggen op accreditieven van joden die toen werden verbannen uit Parijs (Karel VI ondertekende een edict van uitzetting in 1394). Om dit feit te verbergen zou hij het gerucht hebben verspreid dat hij de steen der wijzen had ontdekt en het geld aan vrome doelen zou hebben besteed.
Verspreiding naar het buitenland
De legende over Flamel werd ook over de grenzen van Frankrijk bekend: in 1583 vertaalde de Zuid-Nederlandse Paracelsusvolgeling Gerhard Dorn Latijnse passages uit Sommaire philosophique, in Duitsland kende men het verhaal in 1605 en Engeland maakte er al zeker in 1610 kennis mee.
In 1612 kwamen al deze ingrediënten samen in het bekendste aan Flamel toegeschreven werk: Le Livre des figures hiéroglyphiques.

### Le Livre des figures hiéroglyphiques

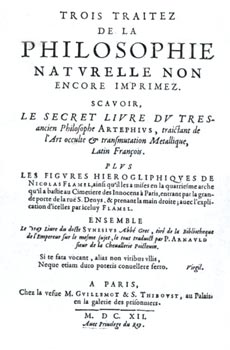
Trois traitez de la philosophie naturelle, 1612

In 1612 verscheen in Parijs Trois traitez de la philosophie naturelle non encore imprimez ("drie nog niet gedrukte verhandelingen over de natuurfilosofie"), van de hand van Pierre Arnauld sieur de la Chevallerie, Poitevin. Behalve twee traktaten, een Latijnse en een Franse versie van Artephius en Synesius, is er een tekst in het Frans met de titel

Les figures hierogliphiques de Nicolas Flamel, ainsi qu'il les a mises en la quatrième arche qu'il a battie au Cimetiere des Innocens à Paris, entrant par la grande porte de la rue S. Denys,& prenant la main droite; avec l'explication d'icelles par iceluy Flamel.
(De hiërogliefen van Flamel, zoals hij ze aangebracht heeft op de vierde boog die hij gebouwd heeft aan het Cimetière des Innocents binnenkomend langs de grote poort van rue S. Denys & aan de rechterkant; met een verklaring ervan door dezelfde Flamel.)

Het boek wordt gepresenteerd als een vertaling van een Latijnse tekst die Flamel zou hebben geschreven tussen 1399 en 1413. Ook hier duikt het verhaal weer op van de ontdekking van een oud, geheimzinnig boek. Flamel vertelt dat hij voor twee florijnen een oud en mysterieus boek in het Latijn heeft gekocht, samengesteld uit "trois fois sept feuillets" (drie maal zeven, dus 21 bladen) beschermd door een koperen bedekking waarop letters en tekens zijn gegraveerd. Op de eerste pagina staat de titel

LE LIVRE D'ABRAHAM LE JUIF, PRINCE, PRÊTRE LÉVITE, ASTROLOGUE ET PHILOSOPHE, À LA GENT DES JUIFS PAR L'IRE DE DIEU, DISPERSÉE AUX GAULES, SALUT. D. I.
(Het boek van Abraham de Jood, prins, levietenpriester, astroloog en filosoof, aan het volk van de Joden die door de toorn van God verspreid zijn doorheen Gallië, gegroet, D.I.)

Met Gallië wordt hier Frankrijk bedoeld; Salut komt van het Latijnse Salus, gezondheid. Dit boek, geschreven door "een zeer geleerd man", legt uit dat "om zijn volk in ballingschap te helpen de belastingen aan de Romeinse keizers te betalen, en ook om iets anders te doen waarover ik verder zal zwijgen zal hij hen de kunst van de transmutatie van metalen leren en dit in gewone bewoordingen [...] met uitzondering van de eerste werkzame stof waarover hij niets zegde, maar wel [...] met grote vaardigheid uitbeeldde. [...]"
De tekst van het Boek van Abraham de Jood verklaart dus het proces van het Grote Werk zonder vermelding van de oorspronkelijke stof, de Prima materia (grondstof) van de alchemisten.
Ondanks de hulp van zijn vrouw Perenelle slaagde Nicolas Flamel er gedurende eenentwintig jaar niet in om het Grote Werk te volbrengen doordat hij de illustraties niet begreep (21 is ook het aantal bladen uit het boek). Hij ging op bedevaart naar Santiago de Compostella waar hij kennismaakte met een bekeerde oude joodse arts, die hem uiteindelijk de illustraties uitlegde. Terug in Parijs, gelukte het hem volgens de tekst ten slotte op 25 april 1382 om kwik te transmuteren in zilver, daarna in goud:

Je fis la projection avec de la pierre rouge sur semblable quantité de mercure [...] que je transmutais véritablement en quasi autant de pur or, meilleur certainement que l'or commun plus doux et plus ployable.
(Ik projecteerde een hoeveelheid van de rode steen op eenzelfde hoeveelheid kwik [...] dat ik werkelijk transmuteerde in een bijna even grote hoeveelheid puur goud, zeker zuiverder dan het gewone zachtere en buigzame goud.)

Met het aldus verkregen kapitaal hebben Flamel en zijn vrouw dan naar eigen zeggen "veertien ziekenhuizen in de stad Parijs opgericht en geschonken, drie geheel nieuwe kapellen gebouwd, dankzij royale schenkingen zeven kerken gedecoreerd, met talrijke herstellingen aan hun kerkhoven, en ook in Boulogne hebben we niet minder gedaan" (heel wat meer dan de historische Flamel in werkelijkheid had gedaan).
Flamel laat op de boog van de begraafplaats van de onschuldigen "figures hiéroglyphiques" schilderen die zowel theologisch als filosofisch geïnterpreteerd kunnen worden, dit laatste "volgens meester Hermes' leer" (bedoeld wordt hier Hermes Trismegistus). Het in het boek opgevoerde personage Flamel licht vervolgens in het kort eerst de theologische verklaring toe. Zo zijn de "twee verenigde draken [...] zonden, die van bij de geboorte aan elkaar vastgeketend zijn. Vandaar dat geen enkele ervan apart gemakkelijk kan worden verdreven, want ze komen gemakkelijk en vliegen op elk uur naar ons toe. En degenen die geen vleugels hebben kunnen niet worden weggejaagd, zo is de Eeuwige Zonde". Vervolgens geeft hij ('Flamel') een uitgebreidere uitleg over de betekenis van de hiërogliefen in alchemistische zin. Hierbij neemt kleurensymboliek een belangrijke plaats in:

Dit zijn de twee beginselen van de filosofie die de wijzen niet durfden te tonen aan hun eigen kinderen. Hij die zich onderaan bevindt zonder vleugels stelt het vaste voor, of het mannelijke; hij die zich daarboven bevindt, dat is het vluchtige ofwel het vrouwelijke donkere en obscure [...] Het eerste heet zwavel, of warmte en droogte, en het laatste kwikzilver, of koude en vochtigheid. Het zijn de zon en de maan door kwik veroorzaakt.

### Dateringen en toeschrijvingen
Noch van Le Livre des figures hiéroglyphiques, noch van Le Livre d'Abraham le juif werd een origineel middeleeuws manuscript teruggevonden. Twee Latijnse handschriften van de tekst Livre des figures zijn onlangs aan het licht gekomen, maar het blijkt dat het Latijnse vertalingen zijn van de Franse tekst van 1612.
Alles wijst er in feite op dat het gaat om een tekst die geschreven is tussen eind 15e en begin 16e eeuw:
- de woordenschat, om te beginnen al het woord hiëroglief;
- de anachronismen (in de tekst wordt de naam van de alchemist Abraham Lambspring genoemd, die de eerste keer vermeld wordt in 1599 door Nicolas Barnaud).

De echte bron waar deze teksten op kunnen worden teruggevoerd is een beroemde collectie middeleeuwse alchemistische traktaten, het Artis Auriferae, gepubliceerd in 1572. (In Le Livre des figures hiéroglyphiques worden de alchemistische theorieën hieruit vaak gepresenteerd in dezelfde volgorde, maar soms omgekeerd.)
Onderzoeker Claude Gagnon denkt dat P. Arnaud de la Chevallerie het pseudoniem was van Béroalde de Verville (1556–1626), een schrijver die geïnteresseerd was in de alchemie en de kabbala en tegenwoordig vooral bekend is voor zijn satire Le Moyen de Parvenir uit 1617. Ter ondersteuning van deze these is er het briefje dat Gagnon vond in een bibliografie uit de 17e eeuw. Het betrof een exemplaar van Bibliothèque françoise van La Croix du Maine, en op het briefje stond de titel van een werk van Béroalde: Les aventures d'Ali el Moselan surnommé dans ses conquêtes Slomnal Calife, Paris 1582, traduit de l'arabe de Rabi el Ulloe de Deon. "Slomnal Calife" zou een anagram zijn van "Nicolas Flamel" en "Rabi el Ulloa de Deon" van "Béroalde de Verville". Een ander element dat deze theorie ondersteunt is dat Béroalde de Verville in hetzelfde jaar en bij dezelfde uitgever van Le Livre des figures hiéroglyphiques ook Palais des curieux publiceerde, waarin hij zijn lezers waarschuwt voor de alchemisten:

Ceux qui vous déçoivent, et qui sous les beaux contes de Flammel & d'autres espient vos ames, pour les ruiner
(Zij die u misleiden en met de mooie verhalen van Flamel en anderen uw ziel bespioneren en ruïneren.)

Deze toekenning heeft echter de deskundigen die van Béroalde de Verville bestuderen niet kunnen overtuigen. Een ander spoor is de ontdekking die François Secret deed. In alchemistische handschriften uit het begin van de 17e eeuw vond hij de naam van een "Sieur de la Chevalerie de Chartres", dus eerder een 'beauceron' dan een 'poitevin', maar verder is er niets over hem bekend.

### Mythisch fortuin
Le Livre des figures hiéroglyphiques was een onmiddellijk succes waardoor de mythe over Flamel als de ultieme Franse alchemist bijzonder populair werd. Dit is deels te verklaren door het feit dat zijn succes als ontdekker van de steen de wijzen 'zichtbaar' was in de Parijse bouwwerken die hij had gefinancierd. Flamel onderscheidde zich ook doordat hij in deze periode van contrareformatie een van de weinige alchemisten was die de Heilige Maagd en de Heiligen vereerde, terwijl de discipline werd gedomineerd door protestantse alchemisten. Zo waren er Salomon Trismosin (de vermeende meester van Paracelsus, 1493/4–1541), die voor het eerst opdook in het boek Aureum vellus van 1598, Basilius Valentinus (rond 1600), die een benedictijner monnik van de 15e eeuw zou geweest zijn, de Rozenkruisermanifesten (1614–1615) en Chymische Bruiloft (Het Chemische Huwelijk) van Christian Rosenkreuz uit 1616.
De tekst Livre des figures hiéroglyphiques onderging tal van edities en vertalingen. Zoals reeds gezegd, werden pseudo-Latijnse originelen vervalst. De symbolen uit het Boek van Abraham de Jood die zijn beschreven in de editie van 1612 werden al snel opgenomen in handschriften en in de daaropvolgende edities. Deze traditie duurde voort tot de 18e eeuw. Toen verscheen in het Duits te Erfurt in Uraltes Chymisches Werk (1735) "een heel oud alchemistisch werk van rabbijn Abraham Eleazar Chymische dat de auteur deels in het Latijn en Arabisch schreef, deels in het Chaldeeuws en Syrisch, en dat vervolgens werd vertaald in onze Duitse taal door een anonieme schrijver, en dat een nieuwe versie bevat van Het Boek van Abraham.

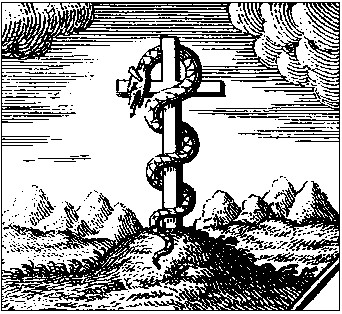
Slang aan het kruis
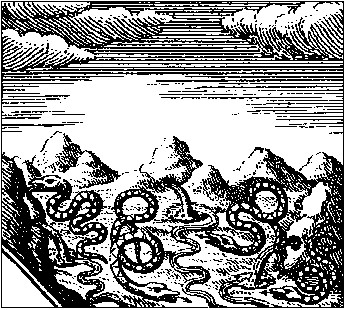
Woestijnen, met fonteinen waaruit slangen ontspringen
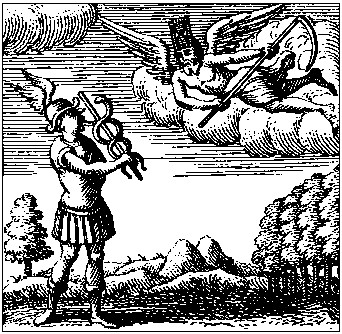
Een jongeman met gevleugelde voeten en een caduceus
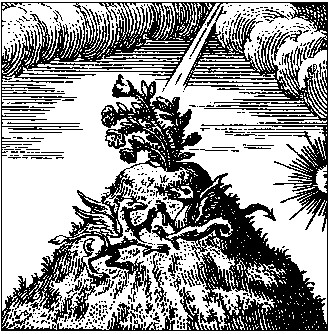
Een bloem op de top van een hoge berg; griffioenen

Er zijn nog andere teksten die werden toegeschreven aan Flamel. Zo verscheen er in 1619, tegelijkertijd met Tractatus de sulphure (Verhandeling over zwavel) van de Pool Michael Sendivogius de tekst Thresor de Philosophie ou Original du Desir desiré de Nicolas Flamel, die niets anders was dan gewoon een Franse versie van de Thesaurus philosophiae van Efferarius Monachus uit de 14e eeuw. De toeschrijving heeft waarschijnlijk te maken met Livre des laveures (1414) dat aanvangt met "Le désir désiré, et le prix que nul ne peut priser". Iets soortgelijks geldt voor Le Grand Esclairsissement de la Pierre Philosophale pour la transmutation de tous les métaux (1628), de Franse vertaling van de Italiaanse verhandeling Apertorio alfabetale (uit 1466 of 1467) van Cristoforo Parigino ("Cristoforo van Parijs").
In 1655 maakt Peter Borel, de arts van Lodewijk XIV en de eerste bibliograaf van de alchemie in zijn Tresor de recherches et antiquitez gauloises et françoises melding van een aantal geruchten en speculaties rond Flamel. Zo zou koning Karel VI van Frankrijk zijn rapporteur bij de staatsraad, M. de Cramoisy, gestuurd hebben om Flamels rijkdom te controleren. Daarop zou Flamel dit verzoek omzeild hebben door de rapporteur om te kopen met een vaas vol 'projectiepoeder', een van de vormen van de steen der wijzen. Flamels huis zou ook doorzocht zijn om 'Het Boek van Abraham de Jood' te vinden. Uiteindelijk zou kardinaal Richelieu dit boek kort voor zijn dood in 1642 hebben gevonden. Er werd trouwens ook verteld dat Richelieu een alchemist genaamd Dubois, die zichzelf presenteerde als de erfgenaam van het geheim van Flamel, had laten executeren.
In diezelfde periode toont Henri Sauval (1623–1676), historicus van Parijs, zich veel sceptischer: "De hermetici die zowat overal de steen der wijzen zoeken zonder hem te kunnen vinden, hebben zo lang gemediteerd over sommige portalen van onze kerken dat ze er ten slotte vonden wat ze beweerden. [...] Ze zuiveren zich de geest om de kwintessens binnen de gotische verzen en figuren te vinden, de ene kromgebogen, de andere krabbend aan de stenen van zowel Flamels huis op de hoek van de rue Marivaux als aan die van de twee ziekenhuizen die Flamel oprichtte in de rue de Montmorency."
In zijn satire op de occulte wetenschappen Le Comte de Gabalis ou Entretien sur les sciences secrètes ("de graaf van Gabalis, of onderhoud over de geheime wetenschappen") uit 1700 brengt abt de Montfaucon de Villars het verhaal van het boek Livre des figures en het gerucht over het in beslag nemen van de goederen van de joden samen. Hij zegt hierin namelijk dat wat het boek uitbeeldt uithangborden zijn van de huizen waar de vogelvrijverklaarde joden hun schatten in de kelder hadden verborgen. Door het opkopen van die huizen zou Flamel aan zijn fortuin gekomen zijn.

### De legende van Flamel tijdens de Verlichting
In de periode van de Verlichting werd de alchemie steeds meer gezien als een weg die tot niets leidde, pure verspilling van energie. Dat was ook Fontenelles standpunt in Histoire de l'académie des sciences ("geschiedenis van de academie van wetenschappen") en dat van Montesquieu in zijn briefroman Lettres persanes ("Perzische brieven") uit 1721. Hierin vertelt het personage Rica in een van de brieven, hoe hij een man ontmoette die door de alchemie zijn eigen ondergang tegemoet ging, doordat hij in de waan verkeerde dat hij net als Flamel het 'Grote werk' had volbracht.
Een beroemde adept van de alchemie was de graaf van Saint-Germain die beweerde het geheim van de onsterfelijkheid te hebben gevonden, het levenselixer van de alchemisten. Daardoor gingen geruchten de ronde doen als zouden Nicolas en Perenelle nog steeds in leven zijn. Paul Lucas, een koninklijk antiquair en enthousiast reiziger, maakte in zijn Voyage du Sieur Paul Lucas, fait par ordre du roy dans la Grece, l'Asie Mineure, la Macedoine et l'Afrique: Contenant la description de la Natolie, de la Caramanie, & de la Macedoine melding van een ontmoeting met een Turkse derwisj. Deze vertelde hem dat de steen der wijzen het leven met duizend jaar verlengde. Als bewijs daarvan zei hij dat hij drie jaar eerder Nicolas Flamel in India had ontmoet. Ook zijn vrouw Perenelle zou nog leven, maar die had zich in Zwitserland gevestigd waar haar man haar in 1418 (het jaar van zijn dood) was komen vervoegen. De legende begon een eigen leven te leiden, en in 1747 ging het gerucht dat Flamel de ambassadeur van Frankrijk in Turkije, graaf Desalleurs, bij diens dood in 1754 had ontmoet, en dat hij enkele jaren later, in 1761, in de opera zou zijn gezien met zijn vrouw en kind.
In 1758 publiceerde abt Étienne-François Villain een gedetailleerde studie over de geschiedenis van de parochie van Saint-Jacques-de-la-Boucherie, waarin hij de legende over de alchemist Flamel verwierp. Volgens hem waren de geruchten over Flamels rijkdom sterk overdreven. Hiermee ging hij in tegen de conclusie van zijn tijdgenoot Nicolas Lenglet Du Fresnoy die in zijn Histoire de la philosophie hermétique (1742) de legende ondersteunde. Over Flamels schenkingen zei Lenglet dat ze die van koningen en prinsen overtroffen: "[...] plus considérables que celles mêmes que faisoient les Rois & les Princes". Étienne-François Villains oordeel over Le Livre des figures hiéroglyphiques was dat het om een vervalsing ging van de vertaler, Pierre Arnauld de la Chevallerie. Om deze uitspraak werd hij dan weer heftig aangevallen door Antoine-Joseph Pernety, een voormalig benedictijn die in het dagblad L'Année littéraire van Fréron fulmineerde tegen Villains weerlegging. Étienne-François Villain kreeg de steun van de jezuïeten van Journal de Trévoux in deze discussie en publiceerde in 1761 een meer volledige studie: Histoire critique de Nicolas Flamel et de Pernelle sa femme; recueillie d'Actes anciens qui justificent l'origine et la médiocrité de leur fortune contre les imputations des alchimistes. Pernety had vooral kritiek op de historische methode van Villain die uit teruggevonden rekeningen en andere documenten van Flamel afleidde dat het geen hermetisch filosoof kon zijn geweest.

### De legende van Flamel van de 19e eeuw tot nu
Met de opkomst van de moderne scheikunde in de late achttiende eeuw verloor de alchemie haar wetenschappelijke geloofwaardigheid. Het aantal praktiserende alchemisten liep dan ook aanzienlijk terug. Tijdens de romantiek ontstond het beeld van de alchemist als de onbegrepen beoefenaar van een verdoemde wetenschap: de alchemist werd een heroïsche en vervolgde figuur. In Frankrijk werd dat Nicolas Flamel. Zo maakte de jonge Gérard de Nerval in 1828 een toneelstuk met de titel Nicolas Flamel en Alexandre Dumas schreef in 1856 het toneelstuk La Tour Saint-Jacques waarin Nicolas Flamel figureerde. Victor Hugo laat Frollo, de aartsdiaken-alchemist van de Notre-Dame van Parijs (1831) mediteren bij de hiërogliefen van het Cimetière des Innocents. Nicolas Flamel wordt in 1842 de held in Souffleur, een fantasieverhaal dat Amans-Alexis Monteil opnam in zijn Histoire de Français des divers états, aux cinq derniers siècles.
Eliphas Levi, een van de grondleggers van het occultisme, zegt in zijn Histoire de la magie:

La tradition populaire assure que Flamel n'est pas mort et qu'il a enterré un trésor sous la tour Saint-Jacques-la-Boucherie. Ce trésor contenu dans un coffre de cèdre revêtu de lames des sept métaux, ne serait autre chose, disent les adeptes illuminés, que l'exemplaire original du fameux livre d'Abraham le juif, avec ses explications écrites de la main de Flamel, et des échantillons de la poudre de projection suffisants pour changer l'Océan en or si l'Océan était de Mercure.
(De volkse cultuur verzekert ons ervan dat Flamel niet dood is en dat hij een schat begraven heeft onder de toren van Saint-Jacques-la-Boucherie. Deze koffer van cederhout, versterkt met de zeven metalen, zou volgens de ingewijden van deze wetenschap niets anders zijn dan het originele exemplaar van Flamels Boek van Abraham de Jood, met uitleg in het handschrift van Flamel, en stalen van het projectiepoeder die zouden volstaan om een oceaan in goud te veranderen indien de oceaan uit kwik bestond.)

De occultisten en hermetici Albert Poisson, Fulcanelli, Eugène Canseliet en Serge Hutin verwierpen de conclusies van abt Villain en bleven volhouden dat Flamel een alchemist was. Nicolas Flamel werd bijna vanzelfsprekend ook opgenomen in de lange reeks van grands maîtres du Prieuré de Sion en hij kreeg ook een plaats in de Dossiers Secrets van Henri Lobineau. In 1975 werd in de 'Bibliothèque nationale' te Parijs een dossier ontdekt: Les Dossiers Secrets. In die dossiers kwam Nicolas Flamel ook voor. Flamel zou van 1398 tot 1418 grootmeester van de Priorij van Sion zijn geweest. Later bleek dat de 'geheime dossiers' een vervalsing uit de twintigste eeuw waren, verzonnen door Pierre Plantard. Het verhaal werd ook opgenomen in de Da Vinci Code van Dan Brown.
1929 was een goed jaar voor de legende. Nicolas Flamel vormde een inspiratiebron voor André Bretons Second manifeste du surréalisme en voor Robert Desnos' artikel "Het mysterie van Abraham de Jood" in het tijdschrift Documents. Breton meent een analogie te zien, een "gelijkenis van het doel" tussen het surrealistische en het alchemistische onderzoek. Hij neemt het idee van Flamel als alchemist opnieuw op. Wat Abraham de Jood en 'Hermes' voor hem betekenen vergelijkt hij met wat Rimbaud en Lautréamont voor de surrealisten vertegenwoordigen: zowel voorlopers als initiatiefnemers. Echter, door de steen der wijzen te herstellen als symbool van de triomf van de verbeelding, gedraagt Breton zich niet als volgeling, maar richt de alchemistische traditie en haar metafysische betekenis naar een meer poëtische interpretatie.

La pierre philosophale n'est rien d'autre que ce qui devait permettre à l'imagination de l'homme de prendre sur toutes choses une revanche éclatante...
— André Breton: Second Manifeste du Surréalisme

In 1941 verwierp de historicus van de middeleeuwen Lynn Thorndike de mythe rond de alchemist Flamel volledig, wat ook het geval is in het werk van Claude Gagnon, Robert Halleux en Didier Kahn. Een van de beste studies om kennis te maken met de boeiende geschiedenis van de legende rond Nicolas en Perenelle Flamel is Nigel Wilkins' Nicolas Flamel, des livres et de l'or uit 1993.
De figuur van de alchemist Nicolas Flamel figureert nu vooral in esoterische werken enerzijds en in al dan niet populaire literatuur, strips en videospellen anderzijds. Daar volgt nu een overzicht van.

## Culturele referenties

### Theater en opera
- Gérard de Nerval, Nicolas Flamel, 1828.
- Alexandre Dumas, La Tour Saint-Jacques, 1856 samenvatting online
- Georges Bizet, Nicolas Flamel, 1865 (onafgewerkte opera, nooit opgevoerd).

### Romans

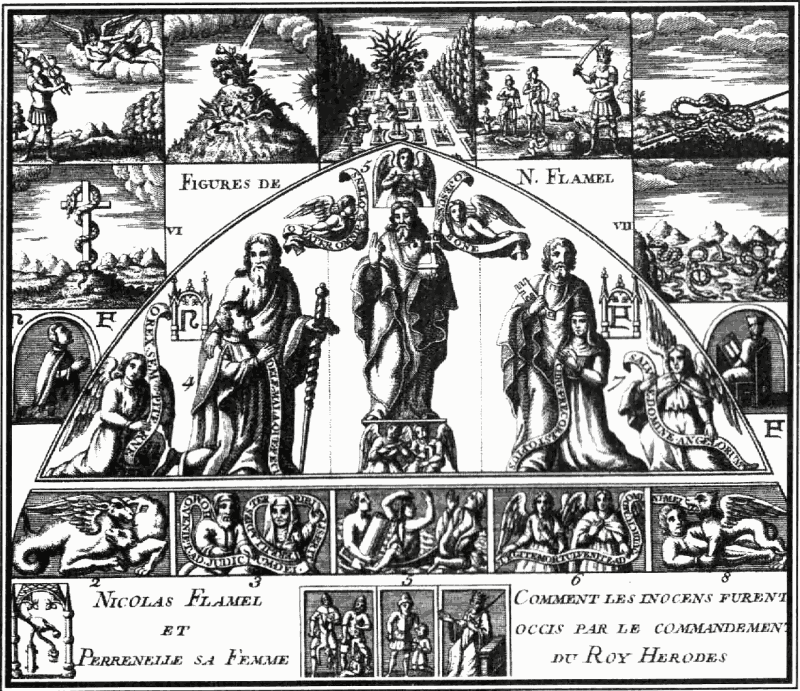
De geheimzinnige alchemistische symbolen die Nicolas Flamel op zijn grafsteen liet aanbrengen. Reproductie uit "Witchcraft, Magic, and Alchemy" door Grillot de Givry.

Zijn alchemistisch werk en de geruchten over zijn onsterfelijkheid waren aanleiding tot een hele reeks boeken waarin hij wordt vermeld of als personage optreedt.
- Flamel kwam voor in Victor Hugo's De klokkenluider van de Notre Dame (1831), waarin een zekere Claude Frollo geobsedeerd is door de steen der wijzen.
- Léo Larguier, Le Faiseur d'or Nicolas Flamel, 1936, J'ai Lu, L'Aventure mystérieuse no  A220.
- Hij wordt genoemd in het controversiële boek Het heilige bloed en de heilige graal uit 1982 van Michael Baigent, Richard Leigh, en Henry Lincoln
- Hij komt ook voor in Paulo Coelho's werk De Alchemist uit 1988 (Portugese uitgave) waarin deze een belangrijke levensles leert.
- Umberto Eco vernoemde hem in zijn boek De slinger van Foucault uit 1989.
- Évelyne Brisou-Pellen, La griffe des sorciers, 1996, Éditions Rageot: met een verschijning van Nicolas Flamel en Perenelle.
- Éric Boisset, la Trilogie d'Arkandias (deel 1): Flamel wordt erin vermeld (1996).
- J.K. Rowling, Harry Potter en de Steen der Wijzen, 1997: treedt erin op als het onzichtbare personage Nicolaas Flamel. Hij is de schepper van de steen der wijzen die hem en zijn vrouw onsterfelijk hebben gemaakt.
- The Philosopher's Stone: A Quest for the Secrets of Alchemy, 2001, Peter Marshall, ISBN 0-330-48910-0
- Creations of Fire, Cathy Cobb & Harold Goldwhite, 2002, ISBN 0-7382-0594-X
- Dan Brown voerde hem in The Da Vinci Code uit 2003 op als grootmeester van Sion.
- Éric Giacometti, Jacques Ravenne, Le Frère de sang, 2007: Thriller over vrijmetselaarswaarin Flamel de held is.
- Corinne De Vailly, Les Pièces d'or de Nicolas Flamel, serie "Phoenix: détective du temps" (2007).
- Michael Scotts boekenserie De geheimen van de onsterfelijke Nicolaas Flamel (2007).
- Parashpathor (Philosopher's Stone): A Bengali fiction by Adrish Bardhan, 2008.
- Henri Loevenbruck, Les Cathédrales du vide, 2009, Flammarion: vertelt het verhaal van het leven Flamel met als rode draad een testament waarin de fragmenten in de loop van het verhaal aan bod komen. Flamel zou geen alchemist geweest zijn maar hij had wel een geheim ontdekt.

### Strips en tekenfilms
- De goudmaker, 1977, 20e album van Robbedoes en Kwabbernoot: Flamel is er de uitvinder van een 'goudmaakmachine'.
- Genie contra genie, 1983, in de stripreeks Leonardo: Flamel verschijnt tijdens een discussie tussen Leonardo en Albert.
- Willy Vassaux, Les Philosophes par le feu / Nicolas Flamel, 1990 : Flamel is hierin het hoofdpersonage.
- Het testament van de alchemist: eerste en tweede deel van de televisiereeks Blake en Mortimer, 1997.
- Fullmetal Alchemist, een in 2001 geschreven manga door Hiromu Arakawa.

### Film
- Decoding the Past: The Real Sorcerer's Stone, op History Channel.
- In Tomb Raider: Chronicles (2000) gaat Lara Croft in de catacomben van Rome op zoek naar de steen der wijzen.
- In Harry Potter en de steen der wijzen uit 2001 speelt Nicolaas Flamel een belangrijke rol.
- In As Above, So Below (2014).
- In Fantastic Beasts: The Crimes of Grindelwald (2018).

### Andere
- Een straat in de buurt van het Parijse Louvremuseum, de rue Nicolas Flamel, is naar hem vernoemd. Zij kruist met de rue Perenelle, vernoemd naar zijn vrouw.
- Een van de huizen van Flamel, gelegen in de rue de Montmorency 51, is nu een restaurant en heet 'Auberge Flamel'.